# La casa degli spiriti
La casa degli spiriti (titolo originale La casa de los espíritus) è un romanzo di Isabel Allende, pubblicato a Buenos Aires nel 1982, il primo che ha portato l'autrice all'attenzione internazionale.
Dal romanzo - tradotto in varie lingue (tra cui tedesco, francese e inglese) - è stato tratto nel 1993 il film omonimo per la regia di Bille August.

## Trama
Esteban Trueba si innamora della bella ed eterea Rosa del Valle: egli decide dunque di lavorare duramente allo scopo di accumulare la ricchezza necessaria per prenderla in sposa, ma la ragazza muore, avvelenata accidentalmente dagli avversari politici del padre, vanificando ogni sforzo compiuto da Esteban per avere una famiglia. L'uomo si trasferisce nella sua tenuta di campagna, "Le Tre Marie", che dopo anni di decadenza e di incuria riporta allo splendore, con sacrificio personale e modi dispotici e spietati, imponendosi come uno dei proprietari agricoli più eminenti della zona. Lì, però, oltre alla natura dispotica ne rivela anche una da stupratore, in quanto comincia a violentare le figlie dei contadini che sono schiavizzati da lui nelle sue campagne. 
Convinto di doversi sposare, chiede la mano di Clara del Valle, sorella della defunta Rosa, la quale, accettando la proposta, rompe il silenzio di diversi anni di mutismo volontario. Per Esteban, che si dice profondamente innamorato della moglie, è un'altra forma del possesso di cose e persone che ha sempre perseguito e praticato. Trasferitasi la famiglia nella casa di campagna, con loro va a vivere Férula, sorella di Esteban che aveva accudito la loro madre fino a che questa non era morta, la quale instaura una solida amicizia con Clara, che si protrae fino a quando l'uomo, ossessionato dalle cure e dall'adorazione nei confronti di sua moglie dimostrata da Férula, la caccia di casa. Férula morirà emarginata e povera, e il suo spirito si presenterà a salutare per l'ultima volta l'amata cognata.
Intanto, Clara aveva dato alla luce Blanca, che dopo alcuni anni il padre manda in collegio per farle avere un'educazione consona al suo status sociale; i rapporti con le due donne subiscono un declino nel momento in cui Trueba, preso dall'ira, colpisce selvaggiamente al volto la moglie, che si era pronunciata in difesa della figlia: Clara decide così di non rivolgergli mai più la parola e di andarsene dalla campagna per tornarsene in città, nella "casa dell'angolo". Dopo alcuni anni Blanca torna a casa dove sfida l'autorità del padre per amore del ribelle Pedro Terzo García, dal quale sin da bambina era stata inseparabile.
Dai loro rapporti clandestini Blanca rimane incinta di Alba, che viene però considerata come figlia del conte de Satigny, al quale Esteban aveva dato in sposa Blanca: ma la giovane presto fugge dal proprio marito, nel momento in cui di questi scopre gusti libertini non compatibili con il matrimonio e che le erano costate, nel via vai di ombre ben diverse da quelle degli spiriti cui era abituata nella casa dei genitori, umiliazioni inflittele dal marito e dai domestici coinvolti. Il dispotico Esteban Trueba è quindi nuovamente deluso dal comportamento di sua figlia, tornata a casa a partorire, ma accetta di farla restare in casa.
La sua amarezza, però, si risolleva parzialmente quando Blanca dà alla luce Alba che, specie dopo la morte di Clara, per l'ormai vecchio e sempre più selvatico Trueba rappresenta l'ultimo affetto, dopo che aveva allontanato anche i due fratelli più piccoli di Blanca, i gemelli Jaime, medico socialista che spende la propria abnegazione in soccorso dei poveri, e Nicolás, spiritista superficiale e balzano come il prozio materno. Esteban frattanto è sceso in politica, schierandosi con la destra, e dacché quella che doveva essere una vittoria certa per il suo partito si trasforma in una clamorosa sconfitta, a causa della vittoria della sinistra, è il primo a dare l'impulso ai conservatori per architettare un golpe affinché siano rovesciati i nuovi governanti, che stanno minando gli interessi dei conservatori, mentre una crisi economica generale comincia a dilagare spaventosamente.
La destra si allea con i militari per il colpo di Stato, ma le alte cariche dell'esercito, una volta al potere, estromettono i politici conservatori da cui avevano ricevuto impulso e finanziamenti ed esautorano il governo. Jaime, imprigionato durante il golpe, si rifiuta di mentire sulla fine del Presidente, di cui era amico intimo, e viene ucciso, non senza prima essere sottoposto ad atroci torture. Trueba riesce a far espatriare al sicuro in Canada Blanca e Pedro Terzo García, che ritrova ancora innamorati dopo mezzo secolo.
Alba intanto si prodiga offrendo rifugio temporaneo ai perseguitati dal regime, che come fantasmi popolano la casa dell'angolo – confusi da Esteban tra le altre ombre, quelle degli spiriti della famiglia che avevano frequentato i circoli esoterici di Clara così come quelle dei movimenti clandestini di Miguel e Alba in alcove nascoste nei sotterranei –: ma, a causa della sua relazione con il rivoluzionario Miguel e del suo appoggio ai guerriglieri e ai latitanti, la giovane viene arrestata e ripetutamente torturata e stuprata dai militari che vogliono sapere dove si nasconda il suo amante, e in particolare da uno dei tanti nipoti illegittimi di Trueba, Esteban García, che covava sin da piccolo in sé il rancore della nonna Pancha, la prima delle contadine violentate dal padrone, e l'invidia per la padroncina.
Esteban Trueba riesce a liberare la nipote, grazie alla sua amicizia con Tránsito Soto, una prostituta nota tra i funzionari militari. Alba, infine, in attesa di Miguel e di mettere al mondo la propria figlia, riscopre, salvati dal rogo della biblioteca, i vecchi quaderni dove Clara annotava minuziosamente la sua vita durante i lunghi silenzi, e con essi ricuce la storia della sua famiglia e del suo paese e la trama di consequenzialità e contrappesi, in amore e odio, in colpa e vendetta, in iniquità e giustizia, che l'hanno caratterizzata. Esteban Trueba, in punto di morte, verrà infine salutato dal fantasma di Clara.

## Edizioni
- Isabel Allende, La casa degli spiriti, traduzione di Angelo Morino e Sonia Piloto di Castri, Milano, Feltrinelli, 1982,  p. 364, ISBN 88-07-81000-X.
- La casa degli spiriti, Feltre, Centro internazionale del libro parlato "A. Sernagiotto", 1983.
- La casa degli spiriti, a cura di Silvia Fogliato e Maria Carla Testa, Torino, Loescher, 1997.
- La casa degli spiriti, traduzione di Angelo Morino e Sonia Piloto di Castri, Novara, De Agostini, 2005.